# المصارعة في الألعاب الأولمبية الصيفية 2020
ستشمل المصارعة في دورة الألعاب الأولمبية الصيفية 2020 في طوكيو تشتمل على تخصصين المصارعة الحرة واليونانية الرومانية ، والتي سيتم تقسيمها إلى فئات وزن مختلفة. يتنافس الرجال في كلا المجالين بينما تشارك النساء فقط في أحداث المصارعة الحرة، حيث يتم منح 18 ميدالية ذهبية . المصارعة ادرجت في جميع برامج دورات الألعاب الحديثة، باستثناء دورة باريس 1900 . 
يتنافس حوالي 288 مصارعًا في 18 فعالية في دورة الألعاب الأولمبية الصيفية 2020 .

## شكل المنافسة
يتنافس 16 مصارعًا في كل تخصص. تبدأ الفعاليات من الدور 16، بنظام الاقصاء إلى أن يصل اثنين من المصارعين إلى النهائي ليتنافسا على المركز الأول . تتميز معظم رياضات الفنون القتالية بنظام الملحق و ذلك لتحديد اصحاب المركز الثالث، جميع المصارعين الذين التقوا في الادوار الاقصائية بالمتأهلين إلى النهائي يكون لهم فرصة المنافسة على المركز الثالث، حيث يتنافسون مرة أخرى وفقًا لمبدأ الإقصاء. تكتمل جولات الملحق عندما يتبقى اثنان فقط من المصارعين، حيث يحصلان على الميدالية البرونزية.

## جدول المسابقة
| م | ملحق | ⅛ | دور الـ 16 | ¼ | الدور ربع النهائي | ½ | نصف النهائي | ن | نهائيات |

| الفعالية↓/التاريخ ←          | 1 أغسطس | 1 أغسطس | 1 أغسطس | 2 أغسطس | 2 أغسطس | 2 أغسطس | 3 أغسطس | 3 أغسطس | 3 أغسطس | 4 أغسطس | 4 أغسطس | 4 أغسطس | 5 أغسطس | 5 أغسطس | 5 أغسطس | 6 أغسطس | 6 أغسطس | 6 أغسطس | 7 أغسطس | 7 أغسطس | 7 أغسطس |
| ---------------------------- | ------- | ------- | ------- | ------- | ------- | ------- | ------- | ------- | ------- | ------- | ------- | ------- | ------- | ------- | ------- | ------- | ------- | ------- | ------- | ------- | ------- |
|                              | ص       | ص       | م       | ص       | ص       | م       | ص       | ص       | م       | ص       | ص       | م       | ص       | ص       | م       | ص       | ص       | م       | ص       | م       | م       |
| حرة - الرجال                 |         |         |         |         |         |         |         |         |         |         |         |         |         |         |         |         |         |         |         |         |         |
| 57 كلغ                       |         |         |         |         |         |         |         |         |         | ⅛       | ¼       | ½       | م       | م       | ن       |         |         |         |         |         |         |
| 65 كلغ                       |         |         |         |         |         |         |         |         |         |         |         |         |         |         |         | ⅛       | ¼       | ½       |         | م       | ن       |
| 74 كلغ                       |         |         |         |         |         |         |         |         |         |         |         |         | ⅛       | ¼       | ½       | م       | م       | ن       |         |         |         |
| 86 كلغ                       |         |         |         |         |         |         |         |         |         | ⅛       | ¼       | ½       | م       | م       | ن       |         |         |         |         |         |         |
| 97 كلغ                       |         |         |         |         |         |         |         |         |         |         |         |         |         |         |         | ⅛       | ¼       | ½       |         | م       | ن       |
| 125 كلغ                      |         |         |         |         |         |         |         |         |         |         |         |         | ⅛       | ¼       | ½       | م       | م       | ن       |         |         |         |
| حرة - السيدات                |         |         |         |         |         |         |         |         |         |         |         |         |         |         |         |         |         |         |         |         |         |
| 50 كلغ                       |         |         |         |         |         |         |         |         |         |         |         |         |         |         |         | ⅛       | ¼       | ½       |         | م       | ن       |
| 53 كلغ                       |         |         |         |         |         |         |         |         |         |         |         |         | ⅛       | ¼       | ½       | م       | م       | ن       |         |         |         |
| 57 كلغ                       |         |         |         |         |         |         |         |         |         | ⅛       | ¼       | ½       | م       | م       | ن       |         |         |         |         |         |         |
| 62 كلغ                       |         |         |         |         |         |         | ⅛       | ¼       | ½       | م       | م       | ن       |         |         |         |         |         |         |         |         |         |
| 68 كلغ                       |         |         |         | ⅛       | ¼       | ½       | م       | م       | ن       |         |         |         |         |         |         |         |         |         |         |         |         |
| 76 كلغ                       | ⅛       | ¼       | ½       | م       | م       | ن       |         |         |         |         |         |         |         |         |         |         |         |         |         |         |         |
| اليونانية الرومانية - الرجال |         |         |         |         |         |         |         |         |         |         |         |         |         |         |         |         |         |         |         |         |         |
| 60 كلغ                       | ⅛       | ¼       | ½       | م       | م       | ن       |         |         |         |         |         |         |         |         |         |         |         |         |         |         |         |
| 67 كلغ                       |         |         |         |         |         |         | ⅛       | ¼       | ½       | م       | م       | ن       |         |         |         |         |         |         |         |         |         |
| 77 كلغ                       |         |         |         | ⅛       | ¼       | ½       | م       | م       | ن       |         |         |         |         |         |         |         |         |         |         |         |         |
| 87 كلغ                       |         |         |         |         |         |         | ⅛       | ¼       | ½       | م       | م       | ن       |         |         |         |         |         |         |         |         |         |
| 97 كلغ                       |         |         |         | ⅛       | ¼       | ½       | م       | م       | ن       |         |         |         |         |         |         |         |         |         |         |         |         |
| 130 كلغ                      | ⅛       | ¼       | ½       | م       | م       | ن       |         |         |         |         |         |         |         |         |         |         |         |         |         |         |         |

## ملخص المداليات

### جدول الميداليات
*   البلد المضيف ( اليابان)
| المرتبة | فريق                                                                     | ذهبية | فضية | برونزية | المجموع |
| ------- | ------------------------------------------------------------------------ | ----- | ---- | ------- | ------- |
| 1       | اليابان*                                                                 | 5     | 1    | 1       | 7       |
| 2       | خطأ لوا في وحدة:Country_alias على السطر 165: Invalid country alias: OCR. | 4     | 0    | 4       | 8       |
| 3       | الولايات المتحدة                                                         | 3     | 2    | 4       | 9       |
| 4       | كوبا                                                                     | 2     | 0    | 1       | 3       |
| 5       | أوكرانيا                                                                 | 1     | 1    | 2       | 4       |
| 5       | إيران                                                                    | 1     | 1    | 2       | 4       |
| 7       | المجر                                                                    | 1     | 1    | 0       | 2       |
| 8       | ألمانيا                                                                  | 1     | 0    | 2       | 3       |
| 9       | الصين                                                                    | 0     | 2    | 2       | 4       |
| 10      | قيرغيزستان                                                               | 0     | 2    | 1       | 3       |
| 10      | بيلاروس                                                                  | 0     | 2    | 1       | 3       |
| 12      | جورجيا                                                                   | 0     | 2    | 0       | 2       |
| 13      | أذربيجان                                                                 | 0     | 1    | 2       | 3       |
| 14      | الهند                                                                    | 0     | 1    | 1       | 2       |
| 15      | نيجيريا                                                                  | 0     | 1    | 0       | 1       |
| 15      | أرمينيا                                                                  | 0     | 1    | 0       | 1       |
| 17      | تركيا                                                                    | 0     | 0    | 3       | 3       |
| 18      | بلغاريا                                                                  | 0     | 0    | 2       | 2       |
| 19      | بولندا                                                                   | 0     | 0    | 1       | 1       |
| 19      | كازاخستان                                                                | 0     | 0    | 1       | 1       |
| 19      | إيطاليا                                                                  | 0     | 0    | 1       | 1       |
| 19      | أوزبكستان                                                                | 0     | 0    | 1       | 1       |
| 19      | صربيا                                                                    | 0     | 0    | 1       | 1       |
| 19      | سان مارينو                                                               | 0     | 0    | 1       | 1       |
| 19      | منغوليا                                                                  | 0     | 0    | 1       | 1       |
| 19      | مصر                                                                      | 0     | 0    | 1       | 1       |
| المجموع | المجموع                                                                  | 18    | 18   | 36      | 72      |

### حرة رجال
| الألعاب | الذهبية | الفضية                         | البرونزية |
| ------- | --- | ------------------------------ | --- |
| 57 كلغ  | زور أوجوف [[ملف:خطأ لوا في وحدة:Country_alias على السطر 165: Invalid country alias: OCR.\|23x15px\|حدود\|alt=\|link=]] [[خطأ لوا في وحدة:Country_alias على السطر 165: Invalid country alias: OCR. في الألعاب الأولمبية الصيفية 2020\|خطأ لوا في وحدة:Country_alias على السطر 165: Invalid country alias: OCR.]]            | رافي كومار داهيا · الهند       | Nurislam Sanayev · كازاخستان |
| 57 كلغ  | زور أوجوف [[ملف:خطأ لوا في وحدة:Country_alias على السطر 165: Invalid country alias: OCR.\|23x15px\|حدود\|alt=\|link=]] [[خطأ لوا في وحدة:Country_alias على السطر 165: Invalid country alias: OCR. في الألعاب الأولمبية الصيفية 2020\|خطأ لوا في وحدة:Country_alias على السطر 165: Invalid country alias: OCR.]]            | رافي كومار داهيا · الهند       | توماس جيلمان · الولايات المتحدة |
| 65 كلغ  | تاكوتو أوتوغورو · اليابان | حجي علييف · أذربيجان           | غازيمراد رشيدوف [[ملف:خطأ لوا في وحدة:Country_alias على السطر 165: Invalid country alias: OCR.\|23x15px\|حدود\|alt=\|link=]] [[خطأ لوا في وحدة:Country_alias على السطر 165: Invalid country alias: OCR. في الألعاب الأولمبية الصيفية 2020\|خطأ لوا في وحدة:Country_alias على السطر 165: Invalid country alias: OCR.]] |
| 65 كلغ  | تاكوتو أوتوغورو · اليابان | حجي علييف · أذربيجان           | باجرانغ بونيا · الهند |
| 74 كلغ  | زوربيك سيداكوف [[ملف:خطأ لوا في وحدة:Country_alias على السطر 165: Invalid country alias: OCR.\|23x15px\|حدود\|alt=\|link=]] [[خطأ لوا في وحدة:Country_alias على السطر 165: Invalid country alias: OCR. في الألعاب الأولمبية الصيفية 2020\|خطأ لوا في وحدة:Country_alias على السطر 165: Invalid country alias: OCR.]]       | محمد حبيب قاضي محمدو · بيلاروس | كايل ديك · الولايات المتحدة |
| 74 كلغ  | زوربيك سيداكوف [[ملف:خطأ لوا في وحدة:Country_alias على السطر 165: Invalid country alias: OCR.\|23x15px\|حدود\|alt=\|link=]] [[خطأ لوا في وحدة:Country_alias على السطر 165: Invalid country alias: OCR. في الألعاب الأولمبية الصيفية 2020\|خطأ لوا في وحدة:Country_alias على السطر 165: Invalid country alias: OCR.]]       | محمد حبيب قاضي محمدو · بيلاروس | بيكزود عبد الرحمنوف · أوزبكستان |
| 86 كلغ  | ديفيد تايلور · الولايات المتحدة | حسن يزداني · إيران             | أرتور نايفونوف [[ملف:خطأ لوا في وحدة:Country_alias على السطر 165: Invalid country alias: OCR.\|23x15px\|حدود\|alt=\|link=]] [[خطأ لوا في وحدة:Country_alias على السطر 165: Invalid country alias: OCR. في الألعاب الأولمبية الصيفية 2020\|خطأ لوا في وحدة:Country_alias على السطر 165: Invalid country alias: OCR.]]  |
| 86 كلغ  | ديفيد تايلور · الولايات المتحدة | حسن يزداني · إيران             | Myles Amine · سان مارينو |
| 97 كلغ  | عبد الرشيد سادولاييف [[ملف:خطأ لوا في وحدة:Country_alias على السطر 165: Invalid country alias: OCR.\|23x15px\|حدود\|alt=\|link=]] [[خطأ لوا في وحدة:Country_alias على السطر 165: Invalid country alias: OCR. في الألعاب الأولمبية الصيفية 2020\|خطأ لوا في وحدة:Country_alias على السطر 165: Invalid country alias: OCR.]] | كايل سنايدر · الولايات المتحدة | Reineris Salas · كوبا |
| 97 كلغ  | عبد الرشيد سادولاييف [[ملف:خطأ لوا في وحدة:Country_alias على السطر 165: Invalid country alias: OCR.\|23x15px\|حدود\|alt=\|link=]] [[خطأ لوا في وحدة:Country_alias على السطر 165: Invalid country alias: OCR. في الألعاب الأولمبية الصيفية 2020\|خطأ لوا في وحدة:Country_alias على السطر 165: Invalid country alias: OCR.]] | كايل سنايدر · الولايات المتحدة | أبراهام كونيدو · إيطاليا |
| 125 كلغ | غابل ستيفسون · الولايات المتحدة | جنو بيترياشفيلي · جورجيا       | أمير حسين زارع · إيران |
| 125 كلغ | غابل ستيفسون · الولايات المتحدة | جنو بيترياشفيلي · جورجيا       | طه أكغول · تركيا |

### اليونانية الرومانية رجال
| الألعاب | الذهبية | الفضية                     | البرونزية |
| ------- | --- | -------------------------- | --- |
| 60 كلغ  | لويس أورتا · كوبا | كينيشيرو فوميتا ‏ · اليابان | واريهان سيريك ‏ · الصين |
| 60 كلغ  | لويس أورتا · كوبا | كينيشيرو فوميتا ‏ · اليابان | Sergey Emelin [[ملف:خطأ لوا في وحدة:Country_alias على السطر 165: Invalid country alias: OCR.\|23x15px\|حدود\|alt=\|link=]] [[خطأ لوا في وحدة:Country_alias على السطر 165: Invalid country alias: OCR. في الألعاب الأولمبية الصيفية 2020\|خطأ لوا في وحدة:Country_alias على السطر 165: Invalid country alias: OCR.]]  |
| 67 كلغ  | Mohammad Reza Geraei · إيران | بارفيز نسيبوف · أوكرانيا   | Frank Stäbler · ألمانيا |
| 67 كلغ  | Mohammad Reza Geraei · إيران | بارفيز نسيبوف · أوكرانيا   | محمد إبراهيم كيشو · مصر |
| 77 كلغ  | تاماس لورينز · المجر | أكزول محمودوف · قيرغيزستان | Shohei Yabiku · اليابان |
| 77 كلغ  | تاماس لورينز · المجر | أكزول محمودوف · قيرغيزستان | رفيق حسينوف · أذربيجان |
| 87 كلغ  | زان بيلينيوك · أوكرانيا | Viktor Lőrincz · المجر     | Denis Kudla · ألمانيا |
| 87 كلغ  | زان بيلينيوك · أوكرانيا | Viktor Lőrincz · المجر     | زورابي داتوناشفيلي · صربيا |
| 97 كلغ  | موسى يفلويف [[ملف:خطأ لوا في وحدة:Country_alias على السطر 165: Invalid country alias: OCR.\|23x15px\|حدود\|alt=\|link=]] [[خطأ لوا في وحدة:Country_alias على السطر 165: Invalid country alias: OCR. في الألعاب الأولمبية الصيفية 2020\|خطأ لوا في وحدة:Country_alias على السطر 165: Invalid country alias: OCR.]] | أرتور الكسانيان · أرمينيا  | Tadeusz Michalik · بولندا |
| 97 كلغ  | موسى يفلويف [[ملف:خطأ لوا في وحدة:Country_alias على السطر 165: Invalid country alias: OCR.\|23x15px\|حدود\|alt=\|link=]] [[خطأ لوا في وحدة:Country_alias على السطر 165: Invalid country alias: OCR. في الألعاب الأولمبية الصيفية 2020\|خطأ لوا في وحدة:Country_alias على السطر 165: Invalid country alias: OCR.]] | أرتور الكسانيان · أرمينيا  | محمد هادي ساراوي · إيران |
| 130 كلغ | ميجان لوبيز · كوبا | Iakob Kajaia · جورجيا      | Rıza Kayaalp · تركيا |
| 130 كلغ | ميجان لوبيز · كوبا | Iakob Kajaia · جورجيا      | Sergey Semenov [[ملف:خطأ لوا في وحدة:Country_alias على السطر 165: Invalid country alias: OCR.\|23x15px\|حدود\|alt=\|link=]] [[خطأ لوا في وحدة:Country_alias على السطر 165: Invalid country alias: OCR. في الألعاب الأولمبية الصيفية 2020\|خطأ لوا في وحدة:Country_alias على السطر 165: Invalid country alias: OCR.]] |

### حرة سيدات
| الألعاب | الذهبية                        | الفضية                          | البرونزية                          |
| ------- | ------------------------------ | ------------------------------- | ---------------------------------- |
| 50 كلغ  | Yui Susaki · اليابان           | Sun Yanan · الصين               | ماريا ستادنيك · أذربيجان           |
| 50 كلغ  | Yui Susaki · اليابان           | Sun Yanan · الصين               | سارة هيلدبراندت · الولايات المتحدة |
| 53 كلغ  | Mayu Mukaida · اليابان         | Pang Qianyu · الصين             | فانيسا كالادزينسكايا · بيلاروس     |
| 53 كلغ  | Mayu Mukaida · اليابان         | Pang Qianyu · الصين             | Bat-Ochiryn Bolortuyaa · منغوليا   |
| 57 كلغ  | Risako Kawai · اليابان         | إيرينا كوراتشكينا · بيلاروس     | هيلين ماروليس · الولايات المتحدة   |
| 57 كلغ  | Risako Kawai · اليابان         | إيرينا كوراتشكينا · بيلاروس     | Evelina Nikolova · بلغاريا         |
| 62 كلغ  | Yukako Kawai · اليابان         | Aisuluu Tynybekova · قيرغيزستان | Iryna Koliadenko · أوكرانيا        |
| 62 كلغ  | Yukako Kawai · اليابان         | Aisuluu Tynybekova · قيرغيزستان | Taybe Yusein · بلغاريا             |
| 68 كلغ  | تميرا منساه · الولايات المتحدة | بليسينغ أوبرودودو · نيجيريا     | آلا تشيركاسوفا · أوكرانيا          |
| 68 كلغ  | تميرا منساه · الولايات المتحدة | بليسينغ أوبرودودو · نيجيريا     | Meerim Zhumanazarova · قيرغيزستان  |
| 76 كلغ  | ألين روتر فوكين · ألمانيا      | أديلين غراي · الولايات المتحدة  | ياسمين أدار · تركيا                |
| 76 كلغ  | ألين روتر فوكين · ألمانيا      | أديلين غراي · الولايات المتحدة  | تشو تشيان · الصين                  |

## مشاركة

### الدول المشاركة
هناك 61 دولة مشاركة:
- الجزائر (8)
- الأرجنتين (1)
- أرمينيا (6)
- أذربيجان (7)
- بيلاروس (8)
- البرازيل (3)
- بلغاريا (7)
- الكاميرون (1)
- كندا (4)
- تشيلي (1)
- الصين (11)
- كولومبيا (3)
- كرواتيا (2)
- كوبا (12)
- جمهورية التشيك (1)
- الدنمارك (1)
- الإكوادور (2)
- مصر (8)
- إستونيا (2)
- فنلندا (2)
- فرنسا (2)
- جورجيا (7)
- ألمانيا (7)
- اليونان (2)
- غوام (1)
- غينيا (1)
- غينيا بيساو (2)
- المجر (6)
- الهند (7)
- إيران (11)
- إيطاليا (2)
- اليابان (12)
- كازاخستان (11)
- كوسوفو (1)
- قيرغيزستان (9)
- لاتفيا (1)
- ليتوانيا (1)
- المكسيك (1)
- مولدوفا (2)
- منغوليا (9)
- المغرب (1)
- نيجيريا (5)
- مقدونيا (1)
- بيرو (1)
- بولندا (6)
- بورتوريكو (1)
- فريق الرياضيين الأولمبيين اللاجئين في الألعاب الأولمبية (1)
- رومانيا (5)
- خطأ لوا في وحدة:Country_alias على السطر 165: Invalid country alias: OCR.
- سان مارينو (1)
- السنغال (1)
- صربيا (4)
- سلوفاكيا (1)
- كوريا الجنوبية (2)
- السويد (3)
- سويسرا (1)
- تونس (10)
- تركيا (9)
- أوكرانيا (10)
- الولايات المتحدة (15)
- أوزبكستان (8)